# Oreopanax cissoides
Oreopanax cissoides är en araliaväxtart som beskrevs av Hermann Harms. Oreopanax cissoides ingår i släktet Oreopanax och familjen Araliaceae. Inga underarter finns listade.